# ケネット・アンデション
ケネット・アンデション（Kennet Andersson、1967年10月6日 - ）は、スウェーデン出身の元同国代表サッカー選手。ポジションはFW。

## 経歴
1985年、地元のクラブチーム・エスキルストゥーナに入団。長身を生かしたプレーで頭角を現し、スウェーデンやベルギーのクラブチームでプレーした後、1993年にリールへ移籍。翌年のアメリカW杯では高さだけでなく、巧みなボール扱いで相手DF人の脅威となるなど、グループリーグで対戦したブラジル相手にゴール、3位決定戦のブルガリア戦でもゴールを奪うなど、5ゴールを挙げて3位入賞に貢献。
1995-96シーズン、セリエAのASバーリへ移籍した。バーリはセリエBに降格したが、自身はプロッティの得点王獲得を助けただけでなく、12ゴールを挙げて得点力を証明、この活躍でACミランも獲得に動いた。1996-97シーズン、ボローニャへ移籍し、ラツィオへの移籍を挟んで4シーズン活躍した。 2000年から2シーズンをフェネルバフチェで過ごし、2005年に母国で引退した。
EURO2000を最後に代表から引退し、2002年の日韓W杯に出場は成らなかった。

## 人物
パートナーを組んだFWの選手たちの多くと良いコンビネーションを見せ、イゴール・プロッティはセリエA得点王のタイトルを獲得、イゴール・コリヴァノフは初めてセリエA二桁得点を記録、ロベルト・バッジオはキャリア最多の22得点を決め、ジュゼッペ・シニョーリも複活して多くの得点を奪うなど、プレーの恩恵を受けた。
193cmと長身で空中戦に優れていただけでなく、ボールコントロールにも優れていた。また、スピードは無かったが、フィジカルが強く、ボールをキープする能力も高かった。
ファビオ・カンナヴァーロは、現役時代に対戦して最も抑えるのが大変だった対戦相手として名前を挙げた。

## 所属クラブ
- エスキルストゥーナ 1985-1988
- IFKヨーテボリ 1988-1991
- KVメヘレン 1991-1992, 1993
- ノルシェーピン 1992
- リール 1993-1994
- SMカーン 1994-1995
- バーリ 1995-1996
- ボローニャ 1996-1999, 2000
- ラツィオ 1999
- フェネルバフチェ 2000-2002